# فرح‌آباد (شاهرود)
فرح‌آباد یک روستا در ایران است که در دهستان حومه (شاهرود) واقع شده‌است. فرح‌آباد ۱۴۳ نفر جمعیت دارد.